# Dziąsło

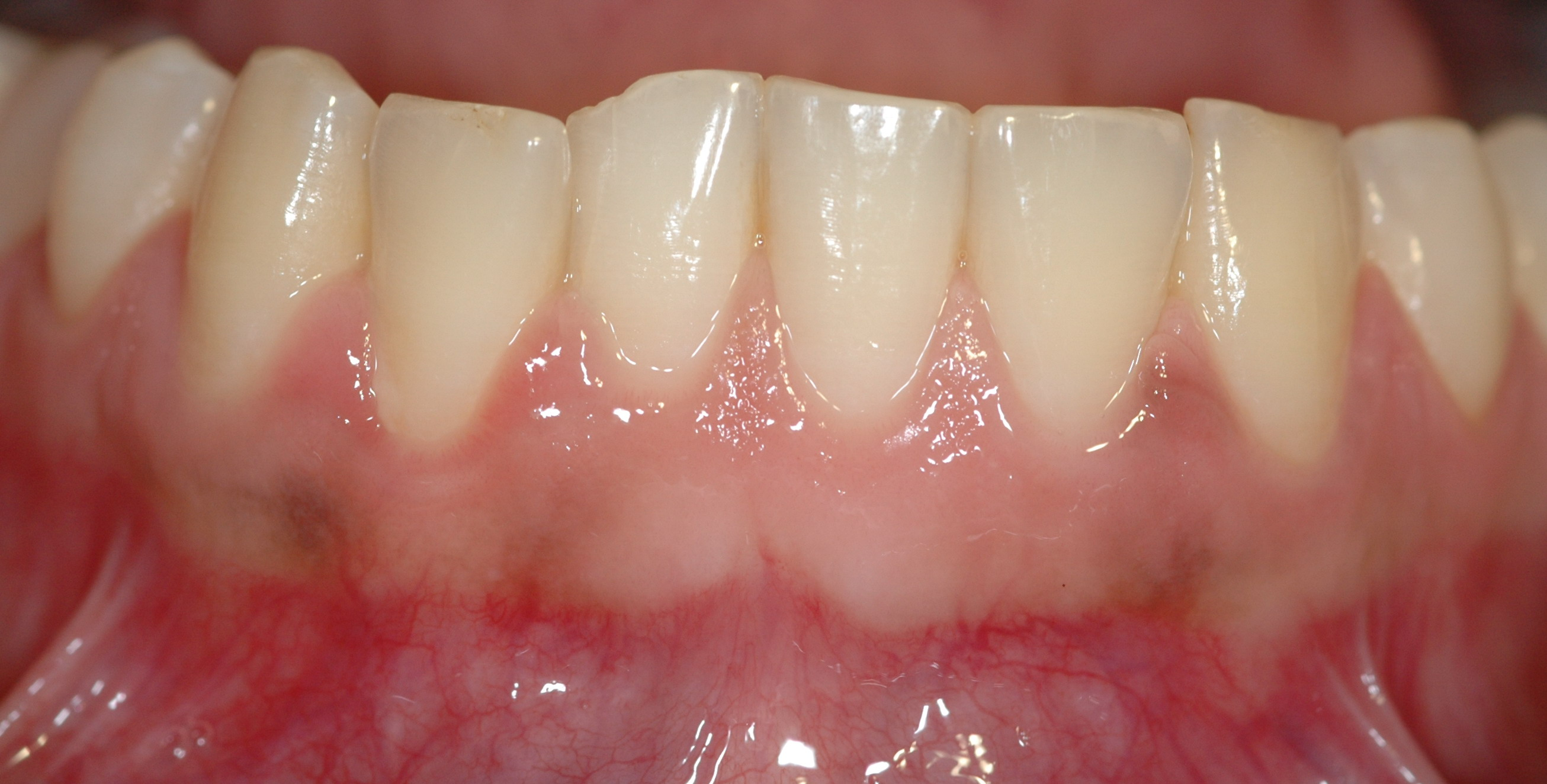
Zdrowe dziąsła mają różowy kolor i mocno przylegają otaczając zęby; nie krwawią podczas mycia czy jedzenia. Tam, gdzie kolor tkanki przechodzi z różowego w ciemniejszy zaczyna się błona śluzowa, która pokrywa również wnętrze policzków. Maleńkie wgłębienia (dziurki) w dziąsłach nie są objawem chorobowym.

Budowa zęba z widocznym otaczającym dziąsłem

Dziąsło (łac. gingiva) – zgrubiała tkanka osłaniająca wyrostek zębodołowy i z nim zrośnięta. Dziąsło ściśle przylega do zębiny oraz wypełnia przestrzeń między przylegającymi zębami.
Tkanka dziąsła nie zawiera gruczołów, jest silnie unaczyniona i podatna na uszkodzenia mechaniczne. Częstym zjawiskiem jest krwawienie dziąseł wywołane podrażnieniem zbyt ostrym włosiem szczoteczki do zębów.
Wyróżnia się dziąsła górne i dolne. Każde z nich ma powierzchnię wargową lub policzkową zwróconą do przedsionka jamy ustnej oraz powierzchnię językową lub podniebienną zwróconą do jamy ustnej właściwej.

Przeczytaj ostrzeżenie dotyczące informacji medycznych i pokrewnych zamieszczonych w Wikipedii.